# Jouko Norén
Jouko Norén (ur. 14 grudnia 1914 w Urjala, zm. 7 lipca 1944) – fiński lekkoatleta, specjalista trójskoku, medalista mistrzostw Europy z 1938.
Zdobył srebrny medal w trójskoku na mistrzostwach Europy w 1938 w Paryżu, przegrywając tylko ze swym rodakiem Onnim Rajasaarim, a wyprzedzając reprezentanta Niemiec Karla Kotratschka.
Zwyciężył na akademickich mistrzostwach świata w 1939 w Monte Carlo.
Był mistrzem Finlandii w trójskoku w 1940 i 1942, wicemistrzem w 1938 oraz brązowym medalistą w 1943.
Rekord życiowy Noréna w trójskoku wynosił 15,02 m (ustanowiony 25 sierpnia 1938 w Helsinkach).
W czasie wojny zimowej i wojny kontynuacyjna walczył w fińskiej armii. Miał stopień kapitana. Zmarł z ran 7 lipca 1944.